# 江口愛実
江口 愛実（えぐち あいみ、1995年2月11日 - ）は、江崎グリコの氷菓「アイスの実」のプロモーションで誕生した架空の人物。日本の女性アイドルグループAKB48のメンバーであるという設定になっていた。愛称はあいみ。電通関西支社の中尾孝年によって制作された。2013年5月8日をもってAKB48公式プロフィールから削除された。埼玉県出身。AKS所属。身長152cm。O型。

## 概要

### 登場前
2011年5月28日放送の『スター姫さがし太郎』（テレビ東京）のNMB48第2期生メンバーオーディションの放送内に秋元康が「SKE48で松井珠理奈を見たときのような衝撃」と大型新メンバーの存在をほのめかす発言をした。また、2011年6月6日発売の『週刊プレイボーイ』（集英社）2011年6月20日号での次号予告で、AKB48に関する独占スクープの掲載を明らかにしていた。これらのことから、NMB48の2期生オーディションから引き抜かれたメンバーがいるとの噂が流れた。

### 正体公表前
2011年6月13日発売の『週刊プレイボーイ』2011年6月27日号で、「AKB48 12.5期 究極研究生 表紙に登場」という触れ込みで表紙を飾り、巻頭6ページのカラーグラビア特集が組まれた。
6月14日に、ネット上に先行公開された江崎グリコの「アイスの実」のCMに出演。2010年の17thシングル選抜総選挙の1位から6位、大島優子・前田敦子・篠田麻里子・板野友美・渡辺麻友・高橋みなみを従え、センターポジションで登場したために話題になる。
また、AKB48オフィシャルホームページにもプロフィールが掲載された。登場直後から各種メディアで大きく取り上げられたが、ほぼ同時に3次元コンピュータグラフィックス（CG）によって作成された架空の人物ではないかという説が飛び交った。整形外科医の高須幹弥も口角筋と、その他の顔の筋肉の動きが不自然である事を指摘。「AKB江口愛実は100%合成CGである!」とするコメントをブログに書き込んだ。
6月14日には、AKB48メンバーの菊地あやかが『渡り廊下走り隊のオフィシャルブログ』で「ついに噂の人が完成したんだねっ」と綴り、さらに自身も顔のパーツを撮影したことを記したことからCG説が一層強まった。
その後、6月14日のブログのCGについて言及した文章は修正（リンク先は修正後の内容）。6月16日には、ブログ上で騒動を謝罪した。そのブログにて、AKB48プロデューサーの秋元康より、「おまえは悪くない。だから普通のままでいいんだ」と書かれたメールが届いた事を明らかにした。
さらには、誕生日がグリコの創業記念日である事、特技の陸上競技がグリコの広告に関連している事、そして名前の江口愛実が『江崎グリコの「江」、一口サイズの「口」、アイスの実の「アイ（愛）」「実」（正体公表後とは別）』と読める事なども噂に拍車をかけた。そして、江口を騙る偽ブログまで登場した。
CG説に対し江崎グリコ広報部は、同月15日までに「本当に申し訳ないんですけど、6月20日に詳細を発表するので、それまでお待ちください。歯切れが悪くてすみません」と発表した。

### 正体公表後
2011年6月20日に江崎グリコのサイト内でメイキング動画を公開し、CGであることを明らかにした。以下が、パーツ毎の正体である。声役の佐々木以外は、CMとPVで共演している。
- 髪型と体 - 大島優子
- 顔の輪郭 - 高橋みなみ
- 眉 - 渡辺麻友
- 目 - 前田敦子
- 鼻 - 板野友美
- 口 - 篠田麻里子
- 声 - 佐々木優佳里[注 2]（当時12期研究生[注 3]）

名前は江崎グリコの「江」、アイスのくちづけの「口」、アイスの実の「アイ（愛）」「実」から付けられた。また、プロフィールの一部に関しても江崎グリコに関連したものになっている。以下はその例である。
- 生年月日 - 1995年2月11日（2月11日は江崎グリコの創立記念日）
- 特技 - 陸上競技（江崎グリコ主力商品のキャラメル「グリコ」のキャッチコピー「ひとつぶ300メートル」にちなむ）

CMを制作した中尾孝年は、グリコに関連した以上の特徴をあえて入れることで「彼女はメンバーを組み合わせて創ったアイドルだよ」のメッセージ性も持たせたと、明らかにしている。
同日に発売された『週刊プレイボーイ』2011年7月4日号でも、同様に種明かしがされた。
同日よりCMのテレビ放送も開始している。メイキングCMは、同日の『SMAP×SMAP』（関西テレビ・フジテレビ）で放送されたほか、公式サイトでも視聴することができる。メイキング動画では、パーツ元になったメンバーがCG合成の目標点になるシールを貼り撮影を行ったことや、1ミリのズレも起きないように顔の両サイドを固定して撮影したことなどが明らかにされている。
日本国外でも、イギリスのデイリー・テレグラフ、アメリカ合衆国のワシントン・ポスト・ウォール・ストリート・ジャーナルなどの新聞で取り上げられた。
評論家勝谷誠彦が2011年7月上旬に『週刊SPA!』（扶桑社）において、自身が連載している巻頭コラム「ニュースバカ一代」の題材として取上げ、やや批判的な見方からこの一件を分析している。
2011年7月22日 - 24日に西武ドームで開催されたAKB48のコンサート『よっしゃぁ〜行くぞぉ〜! in西武ドーム』の24日分の公演で、声を担当した佐々木に特殊メイクを施した上でパーツの元となった6人とともに舞台に登場した。
2011年7月30日に、他のメンバーと共にAKB48劇場に掲示されている江口の壁掛け写真が盗難に遭った。

### AKB48推し面メーカー
CMの公開と同日に、『AKB48推し面メーカー』を江崎グリコのサイトで公開開始した。AKB48のメンバー（2011年5月15日現在のメンバー、ただし6月19日にAKB48としての活動を終了（卒業）した奥真奈美は含まれない）の顔パーツ「髪と輪郭」・「目と眉」・「鼻」・「口」の4種類のパーツを組み合わせることで約500万パターンの顔を作成することが可能で、人気投票も行っている。パーツに関して、全て同一人物で合わせることはできない。作成後にはメンバーの名前をシャッフルして作られた名前がつけられるが、文字は必ずしも選んだ4名の名前から選ばれるわけではない。作成した顔は壁紙としてダウンロードする事も出来る。
なお、江口と同様のパーツの組み合わせにすると、自動的に江口愛実が生成され、動画再生後に江口愛実の壁紙などがダウンロード出来る。
9月末にサービスは終了した。

## 人物
キャッチフレーズは「私はあなたを愛すのみ」。
AKB48プロデューサーの秋元康曰く、美しさは「究極」。
「アイスの実」の公式ホームページに掲載しているオーディション応募用紙には「歌うことと踊ることが大好きです。AKB48のみなさんのいいところを少しずつ盗んで、今までにない新しいアイドルを目指します。」と記載されている。

## AKB48の参加曲

### シングルCD選抜曲
- 「フライングゲット」に収録
  - アイスのくちづけ

## CM
- アイスの実（2011年6月13日 - 、江崎グリコ[4]）
  - アイスのくちどけ編（15秒）
  - アイスのくちどけ 江口愛実 誕生 編（15秒）
  - CMメイキング画像（90秒）